# Menaka Airport
Menaka Airport är en flygplats i Mali.   Den ligger i regionen Gao, i den östra delen av landet, 1 200 km öster om huvudstaden Bamako. Menaka Airport ligger 274 meter över havet.
Terrängen runt Menaka Airport är mycket platt.  Trakten runt Menaka Airport är nära nog obefolkad, med mindre än två invånare per kvadratkilometer. Närmaste större samhälle är Ménaka, 8,5 km norr om Menaka Airport. Trakten runt Menaka Airport är ofruktbar med lite eller ingen växtlighet.